# Campeonato do mundo de meio-fundo

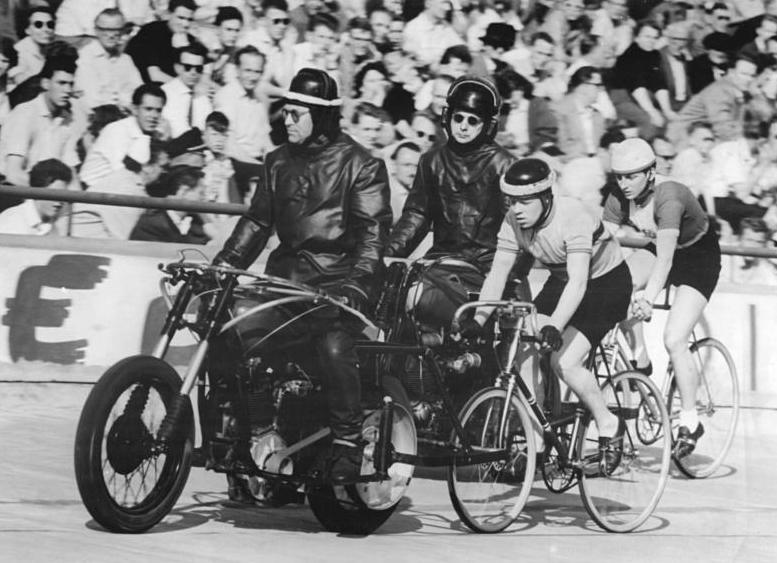
Prova de meio-fundo na Alemanha em 1958

O Campeonato do mundo de meio-fundo é o campeonato mundial de meio-fundo organizado anualmente pelo UCI no marco dos Campeonato Mundial de Ciclismo em Pista até 1994.

## Histórico
Os campeonatos mundiais de meio-fundo amador desenvolveram-se de 1893 até 1914. Depois só retomaram em 1958 para parar em 1992.
Os campeonatos mundiais de meio-fundo profissional desenvolveram-se desde 1895. Exceto pelas interrupções durante as guerras mundiais, estas competições têm sido organizadas até 1994.
Em 1992 as corridas tornaram-se "Open" (reunificação amadora pro) e em 1994 foram retiradas do programa dos campeonatos mundiais. Desde o Campeonato Europeu que é a competição internacional a mais reconhecida da especialidade.
Nos amadores, é um inglês Léon Meredith que tem tido o mais laureado, com 7 títulos entre 1904 e 1913, ante o neerlandés Gaby Minneboo, que tem ganhado 5 títulos mais recentemente entre 1975 e 1982.
Nos prós, o espanhol Guillermo Timoner tem sido o vencedor com mais títulos com 6 vitórias nos anos 1955/1965.

## Pódios dos campeonatos mundiais

### Meio Fundo amador (1893-1992)
| Evento  | Ouro                    | Prata                 | Bronze                   |
| ------- | ----------------------- | --------------------- | ------------------------ |
| 1893    | Laurens Meintjes        | Charles Ulbrecht      | Emil Ulbricht            |
| 1894    | Wilhelm Henie           | Jack Green            | Jan Van Oolen            |
| 1895    | Mathieu Cordang         | Cees Witteveen        | Wilhelm Henie            |
| 1896    | Fernand Ponscarme       | Michael Djakoff       | Andreas Hansen           |
| 1897    | Edward Gould            | Émile Ouzon           | Anders Rasmussen Tjæreby |
| 1898    | Albert-John Cherry      | Gunther Gräben        | Anton Huneck             |
| 1899    | John Nelson             | Ben Goodson           | George Riddle            |
| 1900    | Louis Bastien           | Wilhelm Henie         | Roger Hildebrand         |
| 1901    | Heinrich Sievers        | Bruno Salzmann        | Alfred Görnemann         |
| 1902    | Alfred Görnemann        | Fritz Keller          | Johan Dielhe             |
| 1903    | Edmond Audemars         | Vittorio Carlevaro    | Reinhold Herzog          |
| 1904    | Leon Meredith           | W.J. Pett             | George Olley             |
| 1905    | Leon Meredith           | Willy Mest            | Auguste Carremans        |
| 1906    | Maurice Bardonneau      | Victor Tubbax         | Émile Eigeldinger        |
| 1907    | Leon Meredith           | Victor Tubbax         | Maurice Brocco           |
| 1908    | Leon Meredith           | Gustav Janke          | Léon Vanderstuyft        |
| 1909    | Leon Meredith           | Maurice Cuzin         | Georges Patou            |
| 1910    | Henri Hens              | Louis Delbor          | Sydney Bailey            |
| 1911    | Leon Meredith           | Bertus Mulckhijze     | Pietro Lori              |
| 1912    | Não se disputou         | Não se disputou       | Não se disputou          |
| 1913    | Leon Meredith           | Alex Beyer            | Cor Blekemolen           |
| 1914    | Cor Blekemolen          | Jacques Van Ginkel    | Walter Stelzer           |
| 1915-57 | Não se disputou         | Não se disputou       | Não se disputou          |
| 1958    | Lothar Meister          | Heinz Wahl            | Arie van Houwelingen     |
| 1959    | Arie van Houwelingen    | Bernard Deconinck     | Lothar Meister           |
| 1960    | Georg Stoltze           | Siegfried Wustrow     | Henk Buis                |
| 1961    | Leendert van der Meulen | Siegfried Wustrow     | Georg Stoltze            |
| 1962    | Romain Deloof           | Hans Lauppi           | Christian Giscos         |
| 1963    | Romain Deloof           | Karl-Heinz Matthes    | Ueli Luginbhül           |
| 1964    | Jacob Oudkerk           | Jean Walschaerts      | Daniel Salmon            |
| 1965    | Miguel Mais Gayá        | Etienne Van Der Virem | Alain Maréchal           |
| 1966    | Piet de Wit             | Bert Romyn            | Christian Giscos         |
| 1967    | Piet de Wit             | Mikhaïl Markov        | Dries Helsloot           |
| 1968    | Giuseppe Grassi         | Cees Stam             | Benny Herger             |
| 1969    | Albertus Boom           | Cees Stam             | Jörg Peter               |
| 1970    | Cees Stam               | Horst Gnas            | Antonio Cerda            |
| 1971    | Horst Gnas              | Rainer Podlesch       | Gaby Minneboo            |
| 1972    | Horst Gnas              | Jean Breuer           | Gaby Minneboo            |
| 1973    | Horst Gnas              | Rainer Podlesch       | Gaby Minneboo            |
| 1974    | Jean Breuer             | Martin Venix          | Miguel Espinos           |
| 1975    | Gaby Minneboo           | Miguel Espinos        | Jean Pinsello            |
| 1976    | Gaby Minneboo           | Bartolome Caldentey   | Rainer Podlesch          |
| 1977    | Gaby Minneboo           | Bartolome Caldentey   | Rainer Podlesch          |
| 1978    | Rainer Podlesch         | Mattheus Pronk        | Martin Rietveld          |
| 1979    | Mattheus Pronk          | Guido Van Meel        | Gaby Minneboo            |
| 1980    | Gaby Minneboo           | Mattheus Pronk        | Bartolome Caldentey      |
| 1981    | Mattheus Pronk          | Rainer Podlesch       | Max Hürzeler             |
| 1982    | Gaby Minneboo           | Mattheus Pronk        | Rainer Podlesch          |
| 1983    | Rainer Podlesch         | Mattheus Pronk        | Walter Baumgartner       |
| 1984    | Jan de Nijs             | Roberto Dotti         | Ralf Stambula            |
| 1985    | Roberto Dotti           | Roland Königshofer    | Mario Gentili            |
| 1986    | Mario Gentili           | Luigi Bielli          | Roland Königshofer       |
| 1987    | Mario Gentili           | Vincenzo Colamartino  | Roland Königshofer       |
| 1988    | Vincenzo Colamartino    | Roland Königshofer    | Roland Renn              |
| 1989    | Roland Königshofer      | Tonino Vittigli       | Thomas Königshofer       |
| 1990    | Roland Königshofer      | David Solari          | Andrea Bellati           |
| 1991    | Roland Königshofer      | David Solari          | Carsten Podlesch         |
| 1992    | Carsten Podlesch        | Roland Königshofer    | David Solari             |

### Meio Fundo profissional (1895-1994)
| Evento | Ouro                  | Prata                 | Bronze                |
| ------ | --------------------- | --------------------- | --------------------- |
| 1895   | Jimmy Michael         | Henri Luyten          | Hans Hofmann          |
| 1896   | Arthur Adalbert Chase | Jack William Estoques | Franz Gerger          |
| 1897   | Jack William Estoques | Arthur Adalbert Chase | Fred Armstrong        |
| 1898   | Richard Palmer        |                       |                       |
| 1899   | Harry Gibson          | Hugh Mclean           | Alfred Boake          |
| 1900   | Constant Huret        | Edouard Taylor        | Émile Bouhours        |
| 1901   | Thaddäus Robl         | Piet Dickentman       | Fritz Ryser           |
| 1902   | Thaddäus Robl         | Émile Bouhours        | Edouard-Henri Taylor  |
| 1903   | Piet Dickentman       | Thaddäus Robl         | Alfred Görnemann      |
| 1904   | Robert Walthour       | César Simar           | Arthur Vanderstuyft   |
| 1905   | Robert Walthour       | Paul Guignard         | Piet Dickentman       |
| 1906   | Louis Darragon        | Arthur Vanderstuyft   | Jules Schwitzgubel    |
| 1907   | Louis Darragon        | Karel Verbist         | Georges Engalanen     |
| 1908   | Fritz Ryser           | Eugenio Bruni         | Arthur Vanderstuyft   |
| 1909   | Georges Engalanen     | Louis Darragon        | Nat Butler            |
| 1910   | Georges Engalanen     | Léon Vanderstuyft     | Robert Walthour       |
| 1911   | Georges Engalanen     | Louis Darragon        | James-Henri Moram     |
| 1912   | George Wiley          | Elmer Collins         | James-Henri Moram     |
| 1913   | Paul Guignard         | Jules Miquel          | Richard Scheuermann   |
| 1920   | Georges Sérès         | Victor Linart         | Paul Suter            |
| 1921   | Victor Linart         | Paul Suter            | Paul Guignard         |
| 1922   | Léon Vanderstuyft     | Paul Suter            | Gustave Ganay         |
| 1923   | Paul Suter            | Léon Parisot          | Karl Wittig           |
| 1924   | Victor Linart         | Georges Sérès         | Leopoldo Torricelli   |
| 1925   | Robert Grassin        | Jan Snoeck            | Georges Sérès         |
| 1926   | Victor Linart         | Gustave Ganay         | Paul Suter            |
| 1927   | Victor Linart         | Paul Krewer           | Walter Sawall         |
| 1928   | Walter Sawall         | Henri Bréau           | Victor Linart         |
| 1929   | Georges Paillard      | Victor Linart         | Paul Krewer           |
| 1930   | Erich Möller          | Georges Paillard      | Robert "Toto" Grassin |
| 1931   | Walter Sawall         | Erich Möller          | Victor Linart         |
| 1932   | Georges Paillard      | Walter Sawall         | Erich Möller          |
| 1933   | Charles Lacquehay     | Franco Giorgetti      | Erich Metze           |
| 1934   | Erich Metze           | Paul Krewer           | Eduardo Severgnini    |
| 1935   | Charles Lacquehay     | Erich Metze           | Georges Ronsse        |
| 1936   | André Raynaud         | Charles Lacquehay     | Georges Ronsse        |
| 1937   | Walter Lohmann        | Ernest Terreau        | Adolf Schön           |
| 1938   | Erich Metze           | Walter Lohmann        | Eduardo Severgnini    |
| 1946   | Elia Frosio           | Jacques Besson        | Louis Chaillot        |
| 1947   | Raoul Lesueur         | Jean-Jacques Lamboley | Jan Pronk             |
| 1948   | Jean-Jacques Lamboley | Elia Frosio           | August Meuleman       |
| 1949   | Elia Frosio           | Jan Pronk             | Raoul Lesueur         |
| 1950   | Raoul Lesueur         | Jan Pronk             | Georges Sérès (fios)  |
| 1951   | Jan Pronk             | Andreas Leliaert      | Henri Lemoine         |
| 1952   | Adolph Verschueren    | Walter Lohmann        | Henri Lemoine         |
| 1953   | Adolph Verschueren    | Roger Queugnet        | Henri Lemoine         |
| 1954   | Adolph Verschueren    | Jan Pronk             | Joe Búnquer           |
| 1955   | Guillermo Timoner     | Walter Bucher         | Giuseppe Martino      |
| 1956   | Graham French         | Guillermo Timoner     | Walter Bucher         |
| 1957   | Paul Depaepe          | Walter Bucher         | Graham French         |
| 1958   | Walter Bucher         | Guillermo Timoner     | Wouter Wagtmans       |
| 1959   | Guillermo Timoner     | Walter Bucher         | Norbert Koch          |
| 1960   | Guillermo Timoner     | Martin Wierstra       | Norbert Koch          |
| 1961   | Karl-Heinz Marsell    | Paul Depaepe          | Max Meier             |
| 1962   | Guillermo Timoner     | Paul Depaepe          | Leio Wickihalder      |
| 1963   | Leo Proost            | Paul Depaepe          | Robert Varnajo        |
| 1964   | Guillermo Timoner     | Leo Proost            | Karl-Heinz Marsell    |
| 1965   | Guillermo Timoner     | Romain De Loof        | Jacob Oudkerk         |
| 1966   | Romain De Loof        | Ehrenfried Rudolph    | Leo Proost            |
| 1967   | Leo Proost            | Romain De Loof        | Domenico De Lillo     |
| 1968   | Leo Proost            | Piet De Wit           | Ehrenfried Rudolph    |
| 1969   | Jacob Oudkerk         | Theo Verschueren      | Domenico De Lillo     |
| 1970   | Ehrenfried Rudolph    | Theo Verschueren      | Piet De Wit           |
| 1971   | Theo Verschueren      | Jacob Oudkerk         | Domenico De Lillo     |
| 1972   | Theo Verschueren      | Cees Stam             | Dieter Kemper         |
| 1973   | Cees Stam             | Piet De Wit           | Christian Raymond     |
| 1974   | Cees Stam             | Theo Verschueren      | Attilio Benfatto      |
| 1975   | Dieter Kemper         | Cees Stam             | Jean Breuer           |
| 1976   | Wilfried Peffgen      | Cees Stam             | Walter Avogradi       |
| 1977   | Cees Stam             | Wilfried Peffgen      | Pietro Algeri         |
| 1978   | Wilfried Peffgen      | Martin Venix          | Cees Stam             |
| 1979   | Martin Venix          | Wilfried Peffgen      | Cees Stam             |
| 1980   | Wilfried Peffgen      | René Kos              | Bruno Vicino          |
| 1981   | René Kos              | Bruno Vicino          | Wilfried Peffgen      |
| 1982   | Martin Venix          | Wilfried Peffgen      | Bruno Vicino          |
| 1983   | Bruno Vicino          | René Kos              | Martin Havik          |
| 1984   | Horst Schütz          | Max Hürzeler          | Constant Tourné       |
| 1985   | Bruno Vicino          | Danny Clark           | Werner Betz           |
| 1986   | Bruno Vicino          | Constant Tourné       | Giovanni Renosto      |
| 1987   | Max Hürzeler          | Danny Clark           | Werner Betz           |
| 1988   | Danny Clark           | Constant Tourné.      | Walter Brugna         |
| 1989   | Giovanni Renosto      | Walter Brugna         | Torsten Rellensmann   |
| 1990   | Walter Brugna         | Peter Steiger         | Danny Clark           |
| 1991   | Danny Clark           | Peter Steiger         | Arno Küttel           |
| 1992   | Peter Steiger         | Jens Veggerby         | Antonio Fanelli       |
| 1993   | Jens Veggerby         | Roland Königshofer    | Carsten Podlesch      |
| 1994   | Carsten Podlesch      | Roland Königshofer    | Alessandro Tessin     |

## Quadro das medalhas

### Tops 10 individual
| Faixa | Corredor           | País              | Medalha de ouro, Copa do Mundo | Medalha de prata, Copa do Mundo | Medalha de bronze, Copa do Mundo | Total | Status |
| ----- | ------------------ | ----------------- | ------------------------------ | ------------------------------- | -------------------------------- | ----- | ------ |
| 1     | Leon Meredith      | Reino Unido       | 7                              | 0                               | 0                                | 7     | A      |
| 2     | Guillermo Timoner  | Espanha           | 6                              | 2                               | 0                                | 8     | P      |
| 3     | Gaby Minneboo      | Países Baixos     | 5                              | 0                               | 4                                | 9     | A      |
| 4     | Victor Linart      | Bélgica           | 4                              | 0                               | 2                                | 6     | P      |
| 5     | Cees Stam          | Países Baixos     | 4                              | 5                               | 2                                | 11    | AP     |
| 6     | Roland Königshofer | Áustria           | 3                              | 5                               | 2                                | 10    | AP     |
| 7     | Wilfried Peffgen   | Alemanha Oriental | 3                              | 3                               | 1                                | 7     | AP     |
| 8     | Bruno Vicino       | Itália            | 3                              | 1                               | 2                                | 6     | P      |
| 9     | Leo Proost         | Bélgica           | 3                              | 1                               | 1                                | 5     | P      |
| 10    | Horst Gnas         | Alemanha Oriental | 3                              | 1                               | 0                                | 4     | A      |

Nota :
 A = corresponde às medalhas obtidas na competição aficionada
 P = corresponde às medalhas obtidas na competição profissional/open

### Por país
| Ordem | País            | Medalha de ouro | Medalha de prata | Medalha de bronze | Total |
| ----- | --------------- | --------------- | ---------------- | ----------------- | ----- |
| 1     | Países Baixos   | 17              | 10               | 10                | 37    |
| 2     | Alemanha**      | 11              | 16               | 10                | 37    |
| 3     | Reino Unido     | 9               | 2                | 2                 | 13    |
| 4     | Itália          | 4               | 8                | 2                 | 14    |
| 5     | Bélgica         | 3               | 6                | 4                 | 13    |
| 6     | França          | 3               | 4                | 7                 | 14    |
| 7     | Áustria         | 3               | 2                | 5                 | 10    |
| 8     | Espanha         | 1               | 3                | 2                 | 6     |
| 9     | Suíça           | 1               | 1                | 6                 | 8     |
| 10    | Noruega         | 1               | 1                | 1                 | 3     |
| 11    | Estados Unidos  | 1               | 0                | 1                 | 2     |
| 12    | África do Sul   | 1               | 0                | 0                 | 1     |
| 13    | Austrália       | 0               | 1                | 0                 | 1     |
| 13    | Rússia          | 0               | 1                | 0                 | 1     |
| 13    | União Soviética | 0               | 1                | 0                 | 1     |
| 16    | Dinamarca       | 0               | 0                | 2                 | 2     |
| 17    | Canadá          | 0               | 0                | 1                 | 1     |
| Total | Total           | 55              | 56               | 53                | 164   |

| Ordem | País           | Medalha de ouro | Medalha de prata | Medalha de bronze | Total |
| ----- | -------------- | --------------- | ---------------- | ----------------- | ----- |
| 1     | França         | 17              | 16               | 15                | 48    |
| 2     | Alemanha**     | 16              | 12               | 17                | 45    |
| 3     | Bélgica        | 15              | 17               | 9                 | 41    |
| 4     | Países Baixos  | 9               | 14               | 11                | 34    |
| 5     | Itália         | 7               | 5                | 16                | 28    |
| 6     | Espanha        | 6               | 2                | 0                 | 8     |
| 7     | Suíça          | 5               | 9                | 8                 | 22    |
| 8     | Reino Unido    | 4               | 2                | 1                 | 7     |
| 9     | Estados Unidos | 3               | 2                | 4                 | 9     |
| 10    | Austrália      | 3               | 2                | 3                 | 8     |
| 11    | Dinamarca      | 1               | 1                | 0                 | 2     |
| 12    | Canadá         | 1               | 0                | 1                 | 2     |
| 13    | Áustria        | 0               | 2                | 1                 | 3     |
| Total | Total          | 87              | 84               | 86                | 257   |

| Ordem | País            | Medalha de ouro | Medalha de prata | Medalha de bronze | Total |
| ----- | --------------- | --------------- | ---------------- | ----------------- | ----- |
| 1     | Alemanha**      | 27              | 28               | 27                | 82    |
| 2     | Países Baixos   | 26              | 24               | 21                | 71    |
| 3     | França          | 20              | 20               | 22                | 62    |
| 4     | Bélgica         | 18              | 23               | 13                | 54    |
| 5     | Reino Unido     | 13              | 4                | 3                 | 20    |
| 6     | Itália          | 11              | 13               | 18                | 42    |
| 7     | Espanha         | 7               | 5                | 2                 | 14    |
| 8     | Suíça           | 6               | 10               | 14                | 30    |
| 9     | Estados Unidos  | 4               | 2                | 5                 | 11    |
| 10    | Áustria         | 3               | 4                | 6                 | 13    |
| 11    | Austrália       | 3               | 3                | 3                 | 9     |
| 12    | Dinamarca       | 1               | 1                | 2                 | 4     |
| 13    | Noruega         | 1               | 1                | 1                 | 3     |
| 14    | Canadá          | 1               | 0                | 2                 | 3     |
| 15    | África do Sul   | 1               | 0                | 0                 | 1     |
| 16    | Rússia          | 0               | 1                | 0                 | 1     |
| 17    | União Soviética | 0               | 1                | 0                 | 1     |
| Total | Total           | 142             | 140              | 139               | 421   |

** Estão incluídos a RDA e a RFA.